# Абдулфатах Агунг
Абдулфатах Агунг (індонез. Abdul-Fattah Agung), відомий також як султан Агунг Тіртаяса (індонез. Sultan Agung Tirtayasa, 1631—1692) — 7-й султан султанату Бантен в 1651—1682 роках. Всіляко заохочував зовнішню торгівлю з Францією та Англією, з якої мав великий зиск. В роки його правління було налагоджено торговельні зв'язки з купцями з різних країн Європи та Азії. Залучав на службу до свого двору європейських радників, провів ряд реформ, особливо намагався зміцнити армію та флот. Його правління вважається золотою епохою Бантаму.
Збільшив площі ірригації, для чого провів близько 30-40 км каналів, а також переселив на нові землі близько 30 тисяч земледільців.
Розумів, що торговельна конкуренція з голландською Ост-Індійською компанією призведе до конфлікту, тому намагався заручитися допомогою Англії та Османської імперії, яким пропонував союз.
У 1670-х роках намагався змінити спадкового принця Абдулкахара на молодшого брата. Абдулкахар звернувся по допомогу до голландської Ост-Індійської компанії. Внаслідок війни Абдулфатаха усунули від влади і вислали в Батавію де він і помер в ув'язненні.
1 серпня 1970 року індонезійський уряд присвоїв Агунгу звання Національного героя Індонезії.